# Philodendron thaliifolium
Philodendron thaliifolium är en kallaväxtart som beskrevs av Heinrich Wilhelm Schott. Philodendron thaliifolium ingår i släktet Philodendron och familjen kallaväxter.
Artens utbredningsområde är Venezuela. Inga underarter finns listade.